# Логунов, Пётр Фёдорович (футболист)
Пётр Фёдорович Логунов (род. 1 июля 1944, Рубцовск, Алтайский край) — советский футболист, защитник. Мастер спорта СССР.
Начинал выступать в 1963 году за команду первенства КФК «Торпедо» Рубцовск. В первенстве СССР играл за клубы «Торпедо» Рубцовск (1964), СКА Новосибирск (1965—1967), «Звезда» Пермь (1968—1976) во второй группе класса «А» (1965—1969), первой лиге (1972—1975), второй лиге (1970—1971).